# ハンス・ハインリッヒ・フォン・トワルドフスキー
ハンス・ハインリッヒ・フォン・トワルドフスキー（ドイツ語: Hans Heinrich von Twardowski, 1898年5月5日 - 1958年11月19日）は、ドイツの俳優。シュテッティン（現在のポーランド・シュチェチン）出身。

## 出演作品
- 死刑執行人もまた死す
- カサブランカ
- 氷上乱舞
- 十字軍
- 恋のページェント
- ファントム
- 朝から夜中まで
- ゲニーネ
- カリガリ博士